# Renocila thresherorum
Renocila thresherorum är en kräftdjursart som beskrevs av Ernest H. Williams, Jr. och Lucy Bunkley Williams 1980. Renocila thresherorum ingår i släktet Renocila och familjen Cymothoidae. Inga underarter finns listade i Catalogue of Life.